# Daniel Bragança
Daniel Santos Bragança (Fazendas de Almeirim, 27 de maio de 1999) é um futebolista português que atua como meio-campista. Atualmente, defende o Sporting.

## Carreira

### Início
Nascido em Fazendas de Almeirim, Daniel começou no Footkart, clube de sua cidade, no ano de 2006. Logo no ano seguinte, em 2007, Daniel entrou nas categorias do Sporting com 8 anos de idade.

### Farense
Em janeiro de 2019, foi emprestado ao Farense até o final da temporada. Marcou seu 1.º gol pleo clube no dia 14 de abril, na vitória de 3 a 1 sobre o Estoril e marcou mais um no empate de 1–1 sobre o Penafiel, no Estádio de São Luís.

### Estoril
Bragança foi mais uma vez emprestado na segunda parte da temporada, no dia 9 de agosto de 2019, para o Estoril. No dia 3 de novembro na partida contra o Viseu FC, foi suspenso por dois jogos por puxar os cabelos de Kelvin Medina.
Daniel foi eleito o melhor mês de setembro de 2019 da Segunda Liga com 18,82% dos votos, por treinadores e jogadores da Liga, devido ao ótimo desempenho: em três jogos, marcou dois gols e deu uma assistência. Foi um dos destaques do Estoril na Segunda Liga de 2019–20, marcando 4 gols e 20 jogos, além de ganhar o prêmio de melhor jogador jovem da Liga.

### Retorno ao Sporting

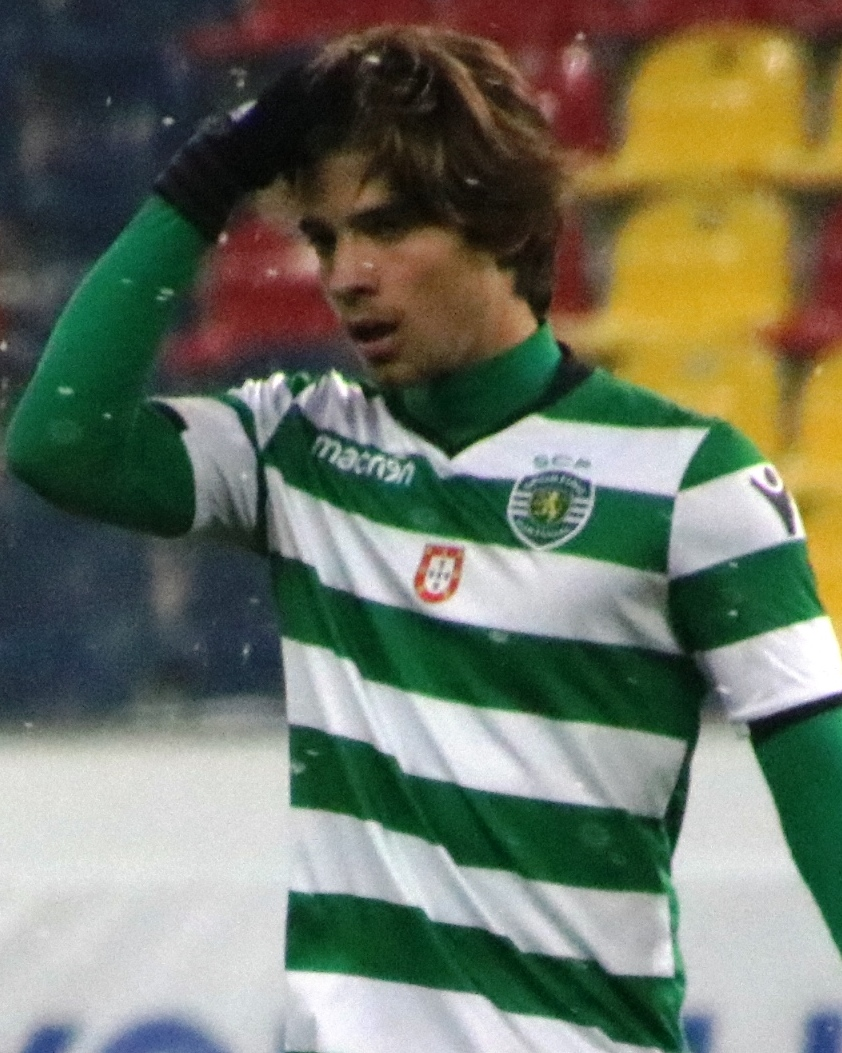
Daniel em 2018.

Em 10 de setembro, assinou uma renovação de contrato com Sporting até 2023, com uma cláusula de rescisão estabelecida em 45 milhões de euros.
Bragança estreou-se nas competições do Sporting a 24 de setembro de 2020, na terceira pré-eliminatória da Liga Europa, em casa com o Aberdeen, como suplente de Wendel aos 86 minutos, na vitória por 1 a 0. 3 dias depois, ele apareceu em seu primeiro jogo na Primeira Liga, uma derrota por 2 a 0 fora do Paços de Ferreira onde disputou 25 minutos no lugar de Luciano Vietto. Em 15 de outubro de 2021, Daniel renovou seu contato até até 2025, com cláusula de rescisão de 45 milhões de euros.
Daniel fez seu primeiro gol pelos leões 18 de dezembro de 2021, tendo feito o último gol da vitória por 3–0 sobre o Gil Vicente na 15ª rodada da Primeira Liga. Seu segundo gol foi em 16 de janeiro de 2022, fechando aos 42 do segundo tempo a vitória de 2–0 sobre o Vizela na 18ª rodada da Liga.

## Seleção Portuguesa

### Portugal Sub-21
Em 5 de setembro de 2019, Bragança atuou pela primeira vez na Portugal Sub-21 na vitória por  4 a 0 sobre Gibraltar, em jogo válido pela qualificações para o Campeonato Europeu Sub-21 de 2021.
No dia 21 de maio de 2021, foi convocado pelo técnico Rui Jorge para a Eurocopa Sub-21 de 2021, fazendo parte do elenco que ficou com o vice-campeonato do torneio, perdendo a final para a Alemanha por 1 a 0.

## Estatísticas
Atualizadas até dia 3 de maio de 2022.[carece de fontes?]

### Clubes
| Clubes            | Temporada         | Campeonato nacional | Campeonato nacional | Campeonato nacional | Copa nacional[a] | Copa nacional[a] | Copa nacional[a] | Competições continentais[b] | Competições continentais[b] | Competições continentais[b] | Outros torneios[c] | Outros torneios[c] | Outros torneios[c] | Total | Total | Total   |
| Clubes            | Temporada         | Jogos               | Gols                | Assist.             | Jogos            | Gols             | Assist.          | Jogos                       | Gols                        | Assist.                     | Jogos              | Gols               | Assist.            | Jogos | Gols  | Assist. |
| ----------------- | ----------------- | ------------------- | ------------------- | ------------------- | ---------------- | ---------------- | ---------------- | --------------------------- | --------------------------- | --------------------------- | ------------------ | ------------------ | ------------------ | ----- | ----- | ------- |
| Farense           | 2018–19           | 16                  | 2                   | 0                   | —                | —                | —                | —                           | —                           | —                           | —                  | —                  | —                  | 16    | 2     | 0       |
| Farense           | Total             | 0                   | 0                   | 0                   | 1                | 0                | 0                | 0                           | 0                           | 0                           | 0                  | 0                  | 0                  | 16    | 2     | 0       |
| Estoril           | 2019–20           | 20                  | 4                   | 4                   | 2                | 0                | 0                | —                           | —                           | —                           | —                  | —                  | —                  | 22    | 4     | 4       |
| Estoril           | Total             | 20                  | 4                   | 4                   | 2                | 0                | 0                | 0                           | 0                           | 0                           | 0                  | 0                  | 0                  | 22    | 4     | 4       |
| Sporting          | 2020–21           | 21                  | 0                   | 1                   | 3                | 0                | 0                | 1                           | 0                           | 0                           | —                  | —                  | —                  | 25    | 0     | 1       |
| Sporting          | 2021–22           | 24                  | 2                   | 1                   | 5                | 0                | 0                | 5                           | 0                           | 0                           | —                  | —                  | —                  | 34    | 2     | 1       |
| Sporting          | Total             | 45                  | 2                   | 2                   | 8                | 0                | 0                | 6                           | 0                           | 0                           | 0                  | 0                  | 0                  | 59    | 2     | 2       |
| Total na Carreira | Total na Carreira | 65                  | 6                   | 6                   | 11               | 0                | 0                | 6                           | 0                           | 0                           | 0                  | 0                  | 0                  | 97    | 8     | 6       |

- a.^ Jogos da Taça da Liga e Taça de Portugal
- b.^ Jogos da Liga Europa da UEFA e Liga dos Campeões da UEFA

### Seleção Portuguesa
Atualizadas até dia 17 de junho de 2021.

#### Sub-18
| Ano   | Jogos | Gols |
| ----- | ----- | ---- |
| 2017  | 2     | 1    |
| Total | 2     | 1    |

#### Sub-20
| Ano   | Jogos | Gols |
| ----- | ----- | ---- |
| 2019  | 2     | 1    |
| Total | 2     | 1    |

#### Sub-21
| Ano   | Jogos | Gols |
| ----- | ----- | ---- |
| 2019  | 2     | 0    |
| 2020  | 5     | 0    |
| 2021  | 6     | 0    |
| Total | 13    | 0    |

## Títulos

### Sporting
- Campeonato Português: 2020–21, 2023–24[carece de fontes?]
- Taça da Liga: 2020–21, 2021–22,[carece de fontes?] 2024–25[23]

### Prêmios individuais
- Melhor jogador jovem da Segunda Liga: 2019–20[carece de fontes?]
- Jogador do mês da Segunda Liga: Setembro de 2019[carece de fontes?]